# Kreis Templin
| Basisdaten                                 | Basisdaten                                  |
| ------------------------------------------ | ------------------------------------------- |
| Bezirk der DDR                             | Neubrandenburg                              |
| Kreisstadt                                 | Templin                                     |
| Fläche                                     | 996 km² (1989)                              |
| Einwohner                                  | 35.403 (1989)                               |
| Bevölkerungsdichte                         | 36 Einwohner/km² (1989)                     |
| Kfz-Kennzeichen                            | C (1953–1990) CO (1974–1990) TP (1991–1993) |
|                                            |                                             |
| Der Kreis Templin im Bezirk Neubrandenburg |                                             |

Der Kreis Templin war ein Landkreis im Bezirk Neubrandenburg der DDR. Von 1990 bis 1993 bestand er als Landkreis Templin im Land Brandenburg fort. Sein Gebiet liegt heute im Landkreis Uckermark in Brandenburg. Der Sitz der Kreisverwaltung befand sich in Templin.

## Geographie

### Lage
Der Kreis Templin lag in der historischen Landschaft der Uckermark. Im Kreisgebiet lagen große Waldgebiete und viele der Uckermärkischen Seen.

### Nachbarkreise
Der Kreis grenzte im Nordosten an den Kreis Prenzlau, im Osten an den Kreis Angermünde, im Süden an die Kreise Eberswalde und Bernau, im Südwesten und Westen an den Kreis Gransee und im Nordwesten an den Kreis Neustrelitz.

## Geschichte
Bereits in der preußischen Provinz Brandenburg bestand im Regierungsbezirk Potsdam seit 1817 ein Kreis Templin. Nach dem Zweiten Weltkrieg gehörte dieser Landkreis zum Land Brandenburg, zunächst in der Sowjetischen Besatzungszone und seit 1949 in der DDR.
Bei einer ersten Kreisreform in der DDR wurde der Landkreis Templin 1950 um Gemeinden der Landkreise Angermünde und Neustrelitz vergrößert bei gleichzeitiger Abtretung von Gemeinden an den Landkreis Prenzlau.
Am 25. Juli 1952 kam es in der DDR zu einer grundlegenden Kreisreform, bei der unter anderem die Länder ihre Bedeutung verloren und neue Bezirke gegründet wurden. Mit dem Nachbarkreis Prenzlau fand ein Gebietsaustausch statt. Das alte Kreisgebiet wurde in den Kreis Gransee und den (neuen) Kreis Templin  mit Sitz in Templin aufgeteilt. Der Kreis wurde dem neuen Bezirk Neubrandenburg zugeordnet. Am 1. Januar 1962 wechselte die Gemeinde Kröchlendorff aus dem Kreis Templin in den Kreis Prenzlau.
Mit der Wiedervereinigung 1990 wurde der Kreis Templin ein Landkreis nach deutschem Kommunalrecht. Bereits vorher, am 17. Mai 1990, wurde der Kreis formal in Landkreis Templin umbenannt. Ab dem 3. Oktober 1990 gehörte er zum damals neu gegründeten Land Brandenburg. Am 6. Dezember 1993 ging im Rahmen der brandenburgischen Kreisreform der Kreis Templin im neu gebildeten Landkreis Uckermark auf.

## Bevölkerung

### Bevölkerungsentwicklung des Kreises
| Jahr      | 1960   | 1971   | 1981   | 1989   |
| Einwohner | 37.668 | 35.896 | 34.330 | 35.403 |

### Bevölkerung der kreisangehörigen Gemeinden
Der Kreis Templin zählte am 3. Oktober 1990 folgende 40 Gemeinden, von denen 5 ihre Selbständigkeit bewahren konnten (grün unterlegt).

Alle Gemeinden befinden sich im brandenburgischen Landkreis Uckermark.
| TGS    | AGS      | Gemeinde          | Einwohner  | Einwohner | Einwohner  |
| TGS    | AGS      | Gemeinde          | 31.12.1989 | 3.10.1990 | 31.12.1990 |
| ------ | -------- | ----------------- | ---------- | --------- | ---------- |
| 031102 | 12046020 | Beenz             | 157        | 155       | 158        |
| 031103 | 12046030 | Berkholz          | 146        | 139       | 139        |
| 031104 | 12046040 | Beutel            | 167        | 165       | 163        |
| 031105 | 12046050 | Boitzenburg       | 1.531      | 1.540     | 1.510      |
| 031106 | 12046060 | Buchenhain        | 379        | 376       | 375        |
| 031109 | 12046090 | Densow            | 313        | 304       | 308        |
| 031110 | 12046100 | Flieth            | 394        | 387       | 372        |
| 031111 | 12046110 | Friedenfelde      | 218        | 115       | 208        |
| 031112 | 12046120 | Funkenhagen       | 346        | 343       | 333        |
| 031113 | 12046130 | Gandenitz         | 293        | 289       | 289        |
| 031114 | 12046140 | Gerswalde         | 1.245      | 1.235     | 1.225      |
| 031116 | 12046160 | Gollin            | 153        | 156       | 156        |
| 031117 | 12046170 | Groß Dölln        | 474        | 448       | 454        |
| 031118 | 12046180 | Groß Fredenwalde  | 395        | 374       | 368        |
| 031119 | 12046190 | Groß Kölpin       | -          | 101       | 6 ?        |
| 031120 | 12046200 | Grunewald         | 266        | 262       | 259        |
| 031121 | 12046210 | Hammelspring      | 443        | 439       | 442        |
| 031122 | 12046220 | Hardenbeck        | 604        | 575       | 582        |
| 031123 | 12046230 | Haßleben          | 962        | 1.005     | 1.011      |
| 031124 | 12046240 | Herzfelde         | 346        | 337       | 330        |
| 031126 | 12046260 | Jakobshagen       | 238        | 236       | 242        |
| 031127 | 12046270 | Kaakstedt         | 363        | 370       | 371        |
| 031128 | 12046280 | Klaushagen        | 282        | 271       | 268        |
| 031129 | 12046290 | Klosterwalde      | 456        | 455       | 455        |
| 031130 | 12046300 | Krohnhorst        | 135        | 122       | 122        |
| 031132 | 12046320 | Lychen, Stadt     | 3.538      | 3.537     | 3.545      |
| 031134 | 12046340 | Milmersdorf       | 2.453      | 2.460     | 2.460      |
| 031135 | 12046350 | Mittenwalde       | 570        | 551       | 555        |
| 031136 | 12046360 | Petznick          | 272        | 268       | 265        |
| 031139 | 12046390 | Ringenwalde       | 475        | 468       | 467        |
| 031140 | 12046400 | Röddelin          | 424        | 424       | 421        |
| 031141 | 12046410 | Retzow            | 264        | 259       | 260        |
| 031142 | 12046420 | Rutenberg         | 159        | 163       | 158        |
| 031143 | 12046430 | Stegelitz         | 432        | 447       | 439        |
| 031144 | 12046440 | Storkow           | 448        | 435       | 438        |
| 031145 | 12046450 | Temmen            | 383        | 381       | 371        |
| 031146 | 12046460 | Templin, Stadt    | 14.464     | 14.461    | 14.367     |
| 031148 | 12046480 | Vietmannsdorf     | 447        | 441       | 443        |
| 031149 | 12046490 | Warthe            | 324        | 335       | 337        |
| 031150 | 12046500 | Wichmannsdorf     | 444        | 431       | 429        |
| 0311   | 12046    | Landkreis Templin | 35.403     | 35.260    | 35.101     |

## Kreisangehörige Gemeinden und Städte
Aufgeführt sind alle Orte, die am 25. Juli 1952 bei Einrichtung des Kreises Templin eigenständige Gemeinden waren. Eingerückt sind Gemeinden, die bis zum 5. Dezember 1993 ihre Eigenständigkeit verloren und in größere Nachbargemeinden eingegliedert. Ohne Einrückung sind Gemeinden, die am 5. Dezember 1993 noch oder wieder eigenständige Gemeinden waren.
- Ahrensdorf (wurde am 1. Januar 1957 nach Templin eingemeindet, wurde am 1. Oktober 1961 wieder ausgegliedert, wurde am 1. Oktober 1961 nach Milmersdorf eingemeindet, am 1. Juli 1993 wieder ausgegliedert[5]) (heute ein Ortsteil von Templin)
  - Annenwalde (wurde am 1. Januar 1974 nach Densow eingemeindet[5]) (heute ein Gemeindeteil von Densow, Ortsteil von Templin)
  - Bebersee (wurde am 1. Januar 1960 nach Groß Dölln eingemeindet[5])
- Beenz (heute ein Ortsteil von Lychen)
- Berkholz (heute ein Ortsteil der Gem. Boitzenburger Land)
- Beutel (heute ein Ortsteil von Templin)
- Boitzenburg (heute ein Ortsteil der Gem. Boitzenburger Land)
- Buchenhain (ab 1. Januar 1957 mit Ortsteil Mellenau) (heute ein Ortsteil der Gemeinde Boitzenburger Land)
  - Buchholz (wurde am 1. Januar 1975 nach Gerswalde eingemeindet[5]) (heute ein Gemeindeteil von Gerswalde)
  - Dargersdorf (wurde am 1. Januar 1974 nach Vietmannsdorf eingemeindet[5])
  - Densow (am 1. Januar 1974 wurde Annenwalde eingegliedert) (heute ein Ortsteil der Stadt Templin)
  - Fergitz (am 1. September 1969 eingemeindet in Kaakstedt[5]) (heute ein Gemeindeteil von Gerswalde)
- Flieth (heute ein Ortsteil von Flieth-Stegelitz)
- Friedenfelde (am 1. Januar 1975 wurde Groß Kölpin eingegliedert, am 11. Juli 1990 wieder ausgegliedert) (heute ein Gemeindeteil von Gerswalde)
- Funkenhagen (ab 1. August mit Ortsteil Thomsdorf) (heute ein Ortsteil der Gemeinde Boitzenburger Land)
- Gandenitz (heute ein Ortsteil der Stadt Templin)
- Gerswalde (am 1. Januar 1957 wurde Kaakstedt eingegliedert, am 1. September 1969 wieder ausgegliedert, am 1. Januar 1975 wurde Buchholz eingemeindet) (heute auch ein Gemeindeteil von Gerswalde)
  - Götschendorf (wurde am 1. Januar 1973 nach Milmersdorf eingemeindet[5])
- Gollin (heute ein Ortsteil der Stadt Templin)
- Groß Dölln (seit dem 1. Januar 1960 mit den Ortsteilen Bebersee und Groß Väter) (heute ein Ortsteil der Stadt Templin)
- Groß Fredenwalde (heute ein Gemeindeteil von Gerswalde)
- Groß Kölpin (wurde am 1. Januar 1975 in Friedenfelde eingemeindet, am 11. Juli 1990 wieder ausgegliedert)
  - Groß Väter (wurde am 1. Januar 1960 nach Groß Dölln eingemeindet[5])
- Grunewald (heute ein Ortsteil der Stadt Templin)
- Hammelspring (heute ein Ortsteil der Stadt Templin)
- Hardenbeck (ab 1. Januar 1973 mit Ortsteil Rosenow) (heute ein Ortsteil der Gemeinde Boitzenburger Land)
- Haßleben (ab 1. April 1969 mit Ortsteil Kuhz) (heute ein Ortsteil der Gemeinde Boitzenburger Land)
- Herzfelde (heute ein Ortsteil der Stadt Templin)
  - Hindenburg (wurde am 5. April 1979 nach Templin eingemeindet[5])
- Jakobshagen (heute ein Ortsteil der Gemeinde Boitzenburger Land)
- Kaakstedt (am 1. Januar 1957 wurde Kaakstedt eingegliedert in Gerswalde, am 1. September 1969 wieder ausgegliedert, am 1. September 1969 wurde Fergitz eingegliedert, am 1. Januar 1972 wurde Pinnow eingegliedert) (heute ein Gemeindeteil von Gerswalde)
- Klaushagen (heute ein Ortsteil der Gemeinde Boitzenburger Land)
- Klosterwalde (am 1. Januar 1973 wurde Metzelthin eingegliedert) (heute ein Ortsteil der Stadt Templin)
  - Kröchlendorff, am 1. Januar 1968 zu Gollmitz (heute Teil der Gemeinde Nordwestuckermark)
- Krohnhorst (heute ein Gemeindeteil von Gerswalde)
  - Kuhz (am 1. April 1969 eingemeindet nach Haßleben[5]) (heute ein Wohnplatz in der Gemeinde Boitzenburger Land)
- Lychen (am 1. Januar 1957 wurde Tangersdorf eingemeindet)
  - Mellenau (am 1. Januar 1957 eingemeindet nach Buchenhain[5]) (heute ein Wohnplatz in der Gemeinde Boitzenburger Land)
  - Metzelthin (wurde am 1. Januar 1973 nach Klosterwalde eingemeindet) (heute ein Gemeindeteil von Klosterwalde, einem Ortsteil der Stadt Templin)
- Milmersdorf (am 1. Mai 1954 wurde Petersdorf eingemeindet, am 1. Januar 1973 wurde Götschendorf eingemeindet, am 1. Oktober 1961 wurde Ahrensdorf eingemeindet, am 1. Juli 1993 wieder ausgegliedert)
- Mittenwalde
  - Netzow (wurde am 1. Januar 1957 nach Templin eingemeindet[5]) (heute ein Gemeindeteil der (Kern-)Stadt Templin)
  - Petersdorf (wurde am 1. Mai 1954 nach Milmersdorf eingemeindet[5]) (heute ein Ortsteil der Gemeinde Milmersdorf)
- Petznick (heute ein Ortsteil der Stadt Templin)
  - Pinnow (wurde am 1. Januar 1972 nach Kaakstedt eingemeindet[5]) (heute ein Gemeindeteil von Gerswalde)
  - Poratz (wurde am 1. Juli 1967 nach Temmen eingemeindet[5]) (heute ein Gemeindeteil von Temmen-Ringenwalde)
  - Retzow (wurde am 1. Januar 1961 in Rutenberg eingemeindet) (heute ein Ortsteil der Stadt Lychen)
- Ringenwalde (heute ein Ortsteil der Gemeinde Temmen-Ringenwalde)
- Röddelin (heute ein Ortsteil der Stadt Templin)
  - Rosenow (am 1. Januar 1973 eingemeindet nach Hardenbeck[5]) (heute ein Wohnplatz der Gemeinde Boitzenburger Land)
- Rutenberg (am 1. Januar 1961 wurde Retzow eingemeindet) (heute ein Ortsteil der Stadt Lychen)
- Stegelitz (heute ein Ortsteil von Flieth-Stegelitz)
- Storkow (heute ein Ortsteil von Templin)
  - Tangersdorf (am 1. Januar 1957 nach Lychen eingemeindet[5])
- Temmen (am 1. Juli 1967 wurde Poratz eingemeindet) (heute ein Ortsteil der Gemeinde Temmen-Ringenwalde)
- Templin (am 1. Januar 1957 wurde Netzow, eingegliedert, am 1. Januar 1957 wurde Ahrensdorf nach Templin eingemeindet, am 1. Oktober 1961 wieder ausgegliedert, am 5. April 1979 wurde Hindenburg eingemeindet, am 1. Juli 1993 wurde Ahrensdorf wieder ausgegliedert)
  - Thomsdorf (am 1. August 1973 eingemeindet in Funkenhagen[5]) (heute ein Wohnplatz der Gemeinde Boitzenburger Land)
- Vietmannsdorf (am 1. Januar 1974 wurde Dargersdorf eingemeindet) (heute ein Ortsteil der Stadt Templin)
- Warthe (heute ein Ortsteil der Gemeinde Boitzenburger Land)
- Wichmannsdorf (heute ein Ortsteil der Gemeinde Boitzenburger Land)

1992 bilden sich die Verwaltungsgemeinschaften Amt Templin-Land, Amt Lychen, Amt Boitzenburg (Uckermark) und Amt Gerswalde.
Im Zuge der Kreisreform in Brandenburg ging der Landkreis Templin am 6. Dezember 1993 zusammen mit den Landkreisen Angermünde und Prenzlau im neuen brandenburgischen Landkreis Uckermark auf.

## Wirtschaft
Bedeutende Betriebe waren unter anderem
- VEB Beton Nord Milmersdorf
- VEB Sirokko Lychen
- VEB Bekleidungswerk Templin
- VEB Sägewerk und Holzverarbeitung Templin
- VEB Möbelwerk Templin

## Verkehr
Über die Anschlussstelle Pfingstberg der Autobahn Berliner Ring–Stettin war der Kreis an das Autobahnnetz der DDR angeschlossen. Dem überregionalen Straßenverkehr diente außerdem die F 109 von Berlin nach Greifswald, die das Kreisgebiet durchquerte.
Das Kreisgebiet war durch die Nebenbahnen Löwenberg–Templin–Prenzlau und Eberswalde–Templin–Fürstenberg ins Eisenbahnnetz der DDR eingebunden. Beide Strecken bildeten das sogenannte „Templiner Kreuz“.

## Kfz-Kennzeichen
Den Kraftfahrzeugen (mit Ausnahme der Motorräder) und Anhängern wurden von etwa 1974 bis Ende 1990 dreibuchstabige Unterscheidungszeichen, die mit dem Buchstabenpaar CO begannen, zugewiesen. Die letzte für Motorräder genutzte Kennzeichenserie war CZ 00-01 bis CZ 40-00.
Anfang 1991 erhielt der Landkreis das Unterscheidungszeichen TP. Es wurde bis Ende 1993 ausgegeben. Seit dem 3. April 2014 ist es im Landkreis Uckermark erhältlich.